# Elena di Hohenlohe-Langenburg
Principessa Elena di Hohenlohe-Langenburg, nome completo in tedesco: Helene, Prinzessin zu Hohenlohe-Langenburg (Langenburg Principato di Hohenlohe-Langenburg, 22 novembre 1807 – Schleiz, 5 settembre 1880), era un membro del Casato di Hohenlohe-Langenburg ed una Principessa di Hohenlohe-Langenburg per nascita e duchessa di Württemberg come seconda moglie del duca di Eugenio di Württemberg.

## Biografia
Elena era la dodicesima figlia di Carlo Luigi, Principe di Hohenlohe-Langenburg e di sua moglie, la Contessa Amalia Enrichetta di Solms-Baruth. Suo fratello Ernesto era il marito della Principessa Feodora di Leiningen, sorellastra della regina Vittoria.

## Matrimonio
L'11 settembre 1827, sposò il duca Eugenio di Württemberg, figlio del principe Federico Eugenio di Württemberg e di sua moglie Luisa di Stolberg-Gedern.
La coppia ebbe quattro figli:
- Duca Guglielmo di Württemberg (20 luglio 1828 - 5 novembre 1896).
- Duchessa Alessandrina di Württemberg (16 dicembre 1829 - 2 settembre 1913).
- Duca Nicola di Württemberg (1º marzo 1833 - 22 febbraio 1903), sposò nel 1868 la nipote, la duchessa Guglielmina di Württemberg, senza figli.
- Duchessa Agnese di Württemberg (13 ottobre 1835 - 10 luglio 1886), sposò nel 1858, Enrico XIV, principe Reuss-Gera], ebbero figli.

## Ascendenza
|                                               |                                 |                                                | Genitori                                                |  |  | Nonni |  |  | Bisnonni                          |  |  | Trisnonni                                     |  |
|                                               |                                 |                                                |                                                         |  |  |       |  |  | 8. Ludwig zu Hohenlohe-Langenburg |  |  | 16. Albrecht Wolfgang zu Hohenlohe-Langenburg |  |
|                                               |                                 |                                                |                                                         |  |  |       |  |  | 8. Ludwig zu Hohenlohe-Langenburg |  |  | 16. Albrecht Wolfgang zu Hohenlohe-Langenburg |  |
|                                               |                                 | 17. Sofie Amalie von Nassau-Saarbrücken        |                                                         |  |  |       |  |  | 8. Ludwig zu Hohenlohe-Langenburg |  |  |                                               |  |
| 4. Christian Albrecht zu Hohenlohe-Langenburg |                                 |                                                |                                                         |  |  |       |  |  | 8. Ludwig zu Hohenlohe-Langenburg |  |  |                                               |  |
|                                               |                                 | 9. Eleonore von Nassau-Saarbrücken             | 18. Ludwig Kraft von Nassau-Saarbrücken                 |  |  |       |  |  |                                   |  |  |                                               |  |
|                                               |                                 | 9. Eleonore von Nassau-Saarbrücken             | 18. Ludwig Kraft von Nassau-Saarbrücken                 |  |  |       |  |  |                                   |  |  |                                               |  |
|                                               |                                 | 9. Eleonore von Nassau-Saarbrücken             | 19. Philippine Henriette zu Hohenlohe-Langenburg        |  |  |       |  |  |                                   |  |  |                                               |  |
| 2. Karl Ludwig zu Hohenlohe-Langenburg        |                                 | 9. Eleonore von Nassau-Saarbrücken             |                                                         |  |  |       |  |  |                                   |  |  |                                               |  |
|                                               |                                 | 10. Friedrich Carl zu Stolberg-Gedern          | 20. Ludwig Christian zu Stolberg-Gedern                 |  |  |       |  |  |                                   |  |  |                                               |  |
|                                               |                                 | 10. Friedrich Carl zu Stolberg-Gedern          | 20. Ludwig Christian zu Stolberg-Gedern                 |  |  |       |  |  |                                   |  |  |                                               |  |
|                                               |                                 | 10. Friedrich Carl zu Stolberg-Gedern          | 21. Christine von Mecklenburg-Güstrow                   |  |  |       |  |  |                                   |  |  |                                               |  |
| 5. Caroline zu Stolberg-Gedern                |                                 | 10. Friedrich Carl zu Stolberg-Gedern          |                                                         |  |  |       |  |  |                                   |  |  |                                               |  |
|                                               |                                 | 11. Luise Henriette von Nassau-Saarbrücken     | 22. Ludwig Kraft von Nassau-Saarbrücken (= 18)          |  |  |       |  |  |                                   |  |  |                                               |  |
|                                               |                                 | 11. Luise Henriette von Nassau-Saarbrücken     | 22. Ludwig Kraft von Nassau-Saarbrücken (= 18)          |  |  |       |  |  |                                   |  |  |                                               |  |
|                                               |                                 | 11. Luise Henriette von Nassau-Saarbrücken     | 23. Philippine Henriette zu Hohenlohe-Langenburg (= 19) |  |  |       |  |  |                                   |  |  |                                               |  |
| 1. Helene zu Hohenlohe-Langenburg             |                                 | 11. Luise Henriette von Nassau-Saarbrücken     |                                                         |  |  |       |  |  |                                   |  |  |                                               |  |
|                                               | 12. Johann Karl zu Solms-Baruth | 24. Johann Christian I zu Solms-Baruth         |                                                         |  |  |       |  |  |                                   |  |  |                                               |  |
|                                               | 12. Johann Karl zu Solms-Baruth | 24. Johann Christian I zu Solms-Baruth         |                                                         |  |  |       |  |  |                                   |  |  |                                               |  |
|                                               | 12. Johann Karl zu Solms-Baruth | 25. Helena Constantia Henckel von Donnersmarck |                                                         |  |  |       |  |  |                                   |  |  |                                               |  |
| 6. Johann Christian II zu Solms-Baruth        | 12. Johann Karl zu Solms-Baruth |                                                |                                                         |  |  |       |  |  |                                   |  |  |                                               |  |
|                                               |                                 | 13. Luise zur Lippe-Biesterfeld                | 26. Rudolf Ferdinand zur Lippe-Biesterfeld              |  |  |       |  |  |                                   |  |  |                                               |  |
|                                               |                                 | 13. Luise zur Lippe-Biesterfeld                | 26. Rudolf Ferdinand zur Lippe-Biesterfeld              |  |  |       |  |  |                                   |  |  |                                               |  |
|                                               |                                 | 13. Luise zur Lippe-Biesterfeld                | 27. Juliane Louise von Kunowitz                         |  |  |       |  |  |                                   |  |  |                                               |  |
| 3. Amalie Henriette zu Solms-Baruth           |                                 | 13. Luise zur Lippe-Biesterfeld                |                                                         |  |  |       |  |  |                                   |  |  |                                               |  |
|                                               |                                 | 14. Heinrich VI zu Reuß-Köstritz               | 28. Heinrich XXIV zu Reuß-Köstritz                      |  |  |       |  |  |                                   |  |  |                                               |  |
|                                               |                                 | 14. Heinrich VI zu Reuß-Köstritz               | 28. Heinrich XXIV zu Reuß-Köstritz                      |  |  |       |  |  |                                   |  |  |                                               |  |
|                                               |                                 | 14. Heinrich VI zu Reuß-Köstritz               | 29. Emma Elionor von Promnitz-Dittersbach               |  |  |       |  |  |                                   |  |  |                                               |  |
| 7. Friederike Louise Sophie zu Reuß-Köstritz  |                                 | 14. Heinrich VI zu Reuß-Köstritz               |                                                         |  |  |       |  |  |                                   |  |  |                                               |  |
|                                               |                                 | 15. Henrica Casado de Monteleone               | 30. Antonio Casado y Velasco                            |  |  |       |  |  |                                   |  |  |                                               |  |
|                                               |                                 | 15. Henrica Casado de Monteleone               | 30. Antonio Casado y Velasco                            |  |  |       |  |  |                                   |  |  |                                               |  |
|                                               |                                 | 15. Henrica Casado de Monteleone               | 31. Marguerite Huguetan                                 |  |  |       |  |  |                                   |  |  |                                               |  |
|                                               |                                 | 15. Henrica Casado de Monteleone               |                                                         |  |  |       |  |  |                                   |  |  |                                               |  |